# フアン・バルデス

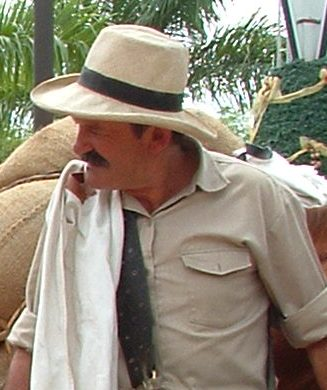
コロンビアのナショナルコーヒーパークに現れたフアン・バルデス（2001年）

フアン・バルデス（Juan Valdez）は、FNCコロンビアコーヒー生産者連合会が1959年/1960年に作り上げたイメージキャラクター。コロンビアのコーヒー生産者という設定で、収穫したコーヒー豆の袋を積んだラバのコンチータと一緒に登場することが多い。フアンはコーヒー農家独特のソンブレロをかぶり、白いポンチョの上にコロンビア国旗と同じ色の肩掛けを羽織っている。

## 人物設定、広告の展開
朴訥な職人気質の持ち主であるフアン・バルデスは実際のコロンビアの農夫をデフォルメした人物だと考えられており、コロンビアのコーヒーは独特の自然環境とフアンのような職人によって作られていると宣伝されている。コロンビアでは山中に点在する小規模の農園で家族規模でのコーヒー栽培が行われ、コーヒーを山から麓に運ぶときにはラバが使われていた。
フアンが設定された目的は、より多くの人にコロンビアコーヒーを知ってもらうとともに、100%コロンビア産のコーヒーを他国産の豆をブレンドしたコーヒーから区別すること。登場以来、コロンビアの顔として、また、コーヒー全般を代表するキャラクターとして親しまれている。広告に現れたフアンはアメリカ合衆国の市場にコロンビア産のコーヒーの品質を印象付け、コロンビア・コーヒーの消費量と価格の両方を増加させた。アメリカの広告業界紙Advertising Ageは、派手で無意味な演出に頼らずに独創性を出した広告を絶賛した。1962年からは、カナダとヨーロッパにもフアンの広告が現れた。
2002年にFNCが設立した小売企業プロカフェコルは、フアン・バルデスの名前を冠したカフェをコロンビア内外でフランチャイズ展開している。さらに、2004年からはフアンはコロンビアコーヒーの商標としても使われ、品質を保証するシンボルともなっている。

## フアン・バルデスを演じた人物
1960年に初登場して以来現在まで、俳優のホセ・デュバルら実在の人物がフアン・バルデスを演じ、印刷広告やテレビなどで活躍している。3代目のフアンはコロンビア国内のコーヒー農家の中から公募で選ばれ、2007年からアンティオキア県の農園主カルロス・カスタニェーダがフアンを演じている。
- 初代（1959年-1969年）ホセ・F・デュバル
- 2代（1970年-2006年）カルロス・サンチェス（声：ノーマン・ローズ）
- 3代（2007年- ）カルロス・カスタニェーダ